# Helmut Niedermayr
Pas d'image ? Cliquez ici
Helmut Niedermayr est un pilote automobile allemand, né le 29 novembre 1915 à Munich, Allemagne, et mort le 3 avril 1985 à Christiansted, États-Unis. Il a participé à une course du championnat du monde de Formule 1 en 1952 où il finit neuvième.
Niedermayr termine également deuxième des 24 Heures du Mans 1952 avec Theo Helfrich. Mais quelques semaines plus tard, il s'écrase dans la foule lors d'une course sur le Grenzlandring, tuant au moins 13 spectateurs et en blessant 42 autres.

## Résultats en championnat du monde de Formule 1
| Saisons | Écurie | Châssis | Moteurs | 1   | 2   | 3   | 4   | 5   | 6   | 7   | 8   | Points inscrits | Classement |
| ------- | ------ | ------- | ------- | --- | --- | --- | --- | --- | --- | --- | --- | --------------- | ---------- |
| 1952    | Privé  | AFM 6   | BMW 328 | SUI | IND | BEL | FRA | GBR | ALL | P-B | ITA | 0               | Non classé |
| 1952    | Privé  | AFM 6   | BMW 328 |     | 9e  |     |     |     |     |     |     | 0               | Non classé |

## Résultats aux 24 heures du Mans
| Année | Châssis              | Écurie          | Coéquipier    | Classement |
| ----- | -------------------- | --------------- | ------------- | ---------- |
| 1952  | Mercedes-Benz 300 SL | Daimler Benz AG | Theo Helfrich | 2e         |